# On the Threshold of a Dream
Albums de The Moody Blues
In Search of the Lost Chord
(1968) To Our Children's Children's Children
(1969)
On the Threshold of a Dream est le quatrième album studio du groupe britannique The Moody Blues, sorti en 1969. Comme les deux albums précédents du groupe, Days of Future Passed et In Search of the Lost Chord, On the Threshold of a Dream est un album-concept, celui-ci sur le thème du rêve.

## Titres

### Face 1
1. In the Begining (Edge) – 2:08
2. Lovely to See You (Hayward) – 2:34
3. Dear Diary (Thomas) – 3:56
4. Send Me No Wine (Lodge) – 2:21
5. To Share Our Love (Lodge) – 2:53
6. So Deep Within You (Pinder) – 3:10

### Face 2
1. Never Comes the Day (Hayward) – 4:43
2. Lazy Day (Thomas) – 2:43
3. Are You Sitting Comfortably? (Hayward, Thomas) – 3:30
4. The Dream (Edge) – 0:57
5. Have You Heard (Part 1) (Pinder) – 1:28
6. The Voyage (Pinder) – 4:10
7. Have You Heard (Part 2) (Pinder) – 2:26

### Pistes supplémentaires de l'édition de 2008
1. In The Beginning (Version complète) – 3:26
2. So Deep Within You (Version étendue) – 3:32
3. Dear Diary (Mixage vocal alternatif) – 4:01
4. Have You Heard (Version originale) – 3:51
5. The Voyage (Version originale) – 4:37
6. Lovely To See You – 2:26
7. Send Me No Wine – 2:39
8. So Deep Within You – 3:06
9. Are You Sitting Comfortably? – 3:33[1]